# هوجو موروتوکی
هوجو موروتوکی (به ژاپنی: 北条 師時 Hōjō Morotoki); ۱ ژانویهٔ ۱۲۷۵ – ۳ نوامبر ۱۳۱۱) دهمین شیکّن در شوگون‌سالاری کاماکورا اهل ژاپن بود.